# Caupolicana floridana
Caupolicana floridana là một loài Hymenoptera trong họ Colletidae. Loài này được Michener & Deyrup mô tả khoa học năm 2004.